# CECED
Das CECED (französisch Conseil Européen de la Construction d’appareils Domestiques, englisch European Committee of Domestic Equipment Manufacturers) ist ein Industrieverband in Europa produzierender Haushaltsgerätehersteller und entsprechender nationaler Dachverbände. Ohne mindestens eine Fabrik in Europa zu repräsentieren, ist kein Beitritt zugelassen.
Der Verband wurde im Jahr 1958 gegründet und unterhält seit 1997 ein Büro in Brüssel. Jährlich wendet die Organisation rund 500.000 Euro für direkten Lobbyismus bei den Organen der Europäischen Union auf.
Fast zwanzig Unternehmen wie Arçelik, Ariston Thermo, BSH Hausgeräte, Candy, De’Longhi, Electrolux, Fagor, Gorenje, Indesit, LG Electronics, Liebherr, Miele, Philips, Samsung, Groupe SEB, Vorwerk und Whirlpool sind direkte Mitglieder.
Vom CECED wurde unter anderem das CECED Home Appliances Interoperating Network (CHAIN) zur Vernetzung von Haushaltsgeräten spezifiziert.

## Belege
1. ↑  
Membership criteria. CECED, archiviert vom Original am 24. Februar 2021; abgerufen am 24. März 2013.
2. ↑  CECED (European Committee of Domestic Equipment Manufacturers). In: Transparenz-Register. Europäische Union, 5. Dezember 2012, abgerufen am 24. März 2013.
3. ↑  
The Manufacturers (Direct Members). CECED, archiviert vom Original am 24. Februar 2021; abgerufen am 24. März 2013.